# Mechanika
A mechanika (görögül Μηχανική) a fizikának az egyik fő része. A fizikának az az ága, ami az erők hatását vizsgálja a fizikai testekre (attól függetlenül, hogy ezen erők hatása okoz-e elmozdulást, vagy nem) de a témakör az erők és (ha ez létrejön) a test elmozdulásának a környezetre való hatását is magába foglalja.
A tudományág gyökereit megtalálhatjuk számos ókori civilizációban. A mechanika alapjait elméleteikben illetve tételeikben először a korai újkor tudósai, Galilei, Kepler és teljes rendszerként Newton fektették le. Ezek összességét ma klasszikus mechanikának nevezzük.

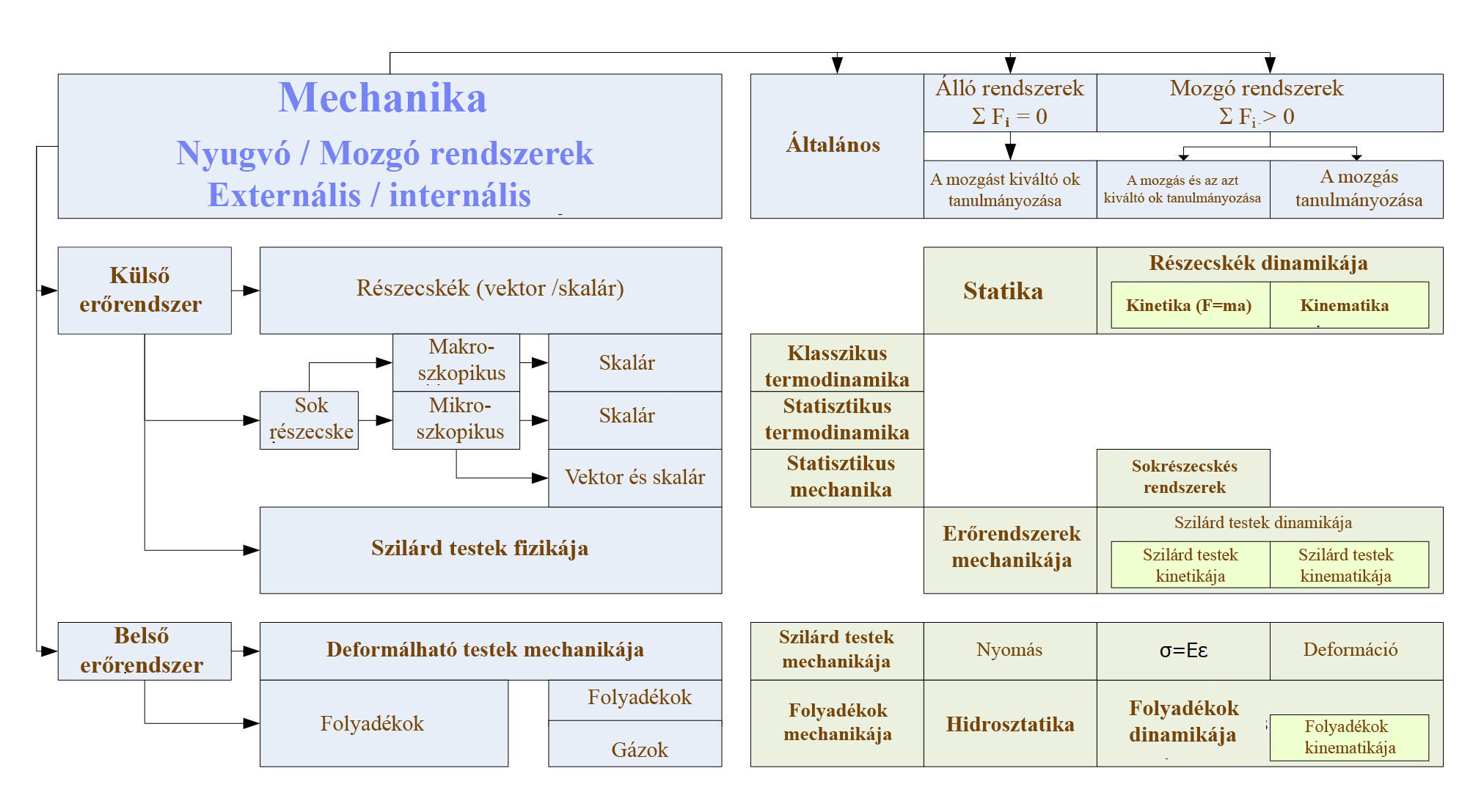
A mechanika tudományterületei

A mechanika tanulmányozását a következő táblázat összegzi:

## Klasszikus mechanika és kvantummechanika
A mechanika két fő ága tehát a klasszikus mechanika és kvantummechanika. Bár ezeket alkalmazási területük közötti különbségeik alapján külön tárgyaljuk, a klasszikus mechanika a kvantummechanika részének, speciális esetének is tekinthető.
Ámbár kora előtt élő tudományos kutatók megfigyelései befolyásolták munkáját, a klasszikus mechanika megteremtőjének Isaac Newtont az angol polihisztort, az angol Királyi Társaság, (Royal Society) egykori elnökét tekintik. Ő fogalmazta meg ugyanis az anyag mozgására vonatkozó három törvény (pontosabban axióma) megfogalmazásával, melyet a 1687-ben megjelent három kötetes Principia Mathematica című könyvében tett közzé.
A klasszikus mechanika jól leírja a makroszkópikus fizikai tárgyak mozgását a rájuk ható erők hatására, de csak a múlt század elején kifejlesztett kvantummechanika képes leírni az anyag molekuláknál kisebb atomok és szubatomi részecskék viselkedését erők hatására. Ugyanakkor, a makroszkópikus világra vonatkozó ilyen kapcsolat kvantummechanikával való kezelését annak bonyolultsága gyakorlatilag lehetetlenné teszi és erre a munkára a klasszikus mechanika tételeit használják.
A klasszikus mechanika tudományágát gyakran az úgynevezett egzakt tudomány, angolul exact science példaképének tekintjük, ami különös jellemzője tételeinek illetve elméleteinek (kísérleti) megfigyeléssel való megalapozása és algebrai képletekkel való leírása valamint a megfigyelés helyességének bizonyítása.

## Newton és Einstein
A klasszikus mechanika tárgykörének a szubmolekuláris világ viselkedésére való kiterjesztéséhez hasonlóan Einstein általános és speciális relativitáselmélete lényegében a klasszikus már Galilei által meglátott Newton által tételeiben meghatározott klasszikus mechanika elméletének alapvető pontosítása és kiterjesztése a szubmolekuláris világra és olyan körülményekre, amelyekben a részecskesebesség megközelíti a (átléphetetlen) fénysebességet.
Összefoglalva: a klasszikus vagy newtoni mechanika a makroszkópikus testek mozgásának leírásával és az azokra vonatkozó törvényekkel foglalkozik; a kvantummechanika tárgya ezzel szemben hagyományosan az elemi részecskék fizikájának elmélete.

## A test fizikai értelmezése
A test kifejezés a fizikában sokféle tárgyra vonatkozhat: lövedék, űrhajó, csillag, gépészeti egységek, vagy alkatrészek, szilárd anyag részei, folyadékok, vagy azok részecskéi gáz stb.
A mechanika többi különféle ágai a testek megjelenési formáit érintik. A részecskék például az anyagnak olyan részei, amelyek belső felépítéséről tudásunk még hiányos. Ezeket a klasszikus mechanika pontoknak tekinti. Az alakkal és kiterjedéssel rendelkező merev testeket a klasszikus mechanika a részecskékhez hasonlóan kezeli, bár ezekhez még több tulajdonságot, illetve a kémia illetve fizika egyes részterületeiben alkalmazott szabadsági fokot is tulajdoníthat, mint például ezek térbeli orientációját is.
Egyébként a testek lehetnek merevek, rugalmasak (elasztikusak) vagy folyékonyak (folyadékok és gázok) és ezeknek lehetnek esetei a mechanika mindkét fő részében.
Így egy űrhajó térbeli mozgását, vagyis keringési irányát és forgását a klasszikus mechanika tárgyalja míg hasonló mozgástípusokat a kvantummechanika kezeli amikor a test nagysága azt a kvantummechanika nagyságrendi tartományába helyezi.

## A mechanika alcsoportjai annak két fő ágában
Megjegyzendő itt, hogy a térelmélet amit azelőtt a fizika külön ágaként kezeltek ma a mechanika mindkét fő ágában szerepel és mind a kettőre érvényes. Az elmélet szerepel mind a klasszikus erőtér térelméletében, mind a kvantum erőtér térelméletében, de gyakorlatilag a tárgy nem független, hanem a mechanikához tartozik ahol annak két fő része között közeli, bonyolult kapcsolatban van. Így a részecskékre ható erők hatása egy (elektromágneses vagy gravitációs) erőtérből eredhet. A kvantummechanikában a részecskék maguk szolgáltatják az erőteret amit elméletileg egy hullámfüggvény ír le.

### A klasszikus mechanika részterületei
- Newtoni mechanika: a mozgás (kinematika) és az erők (dinamika) eredeti elmélete
- Hamilton-féle mechanika: az eredeti formalizmus, (angolul formalism), vagyis a tételek képletes alkalmazása az energia megmaradási elvének figyelembe vételével, azzal való egyeztetéssel
- Lagrange-féle mechanika: az elv képletes leírása a minimális hatás elvének (angolul least action principle) alkalmazására
- Égi mechanika: Az égi testek, bolygók, üstökösök, csillagok és galaxisok stb. mozgása
- Asztrodinamika: űrhajó navigáció, vagy kormányzás stb.
- Szilárdtestfizika: a rugalmasság, a deformálható testek tulajdonsága
- Akusztika, vagy hangtan (= a sűrűségvariáció előrehaladása, terjedése) szilárd, folyékony és gáznemű anyagokban.
- Statika: fél-merev testek mechanikai egyensúlyban
- Áramlástan (angolul fluid mechanics, más néven ’’folyadékok mechanikája’’): folyadékok és gázok mozgásban
- Talajmechanika: a talaj mechanikai magatartása
- Kontinuum mechanika: mind szilárd, mind folyékony anyagok esetében
- Hidraulika: folyadékok mechanikai tulajdonságai
- Pneumatika: gázok mechanikai tulajdonságai
- Folyadékok statikája: folyadékok egyensúlyban
- Alkalmazott mechanika, vagy mérnöki mechanika
- Biomechanika: szilárd és folyékony anyagok viselkedése az élettanban
- Biofizika: az élő szervezet fizikai folyamatai
- Statisztikus mechanika: determinisztikusan nem kezelhető részecskekomplexumok
- Relativisztikus, vagy Einstein-féle mechanika és univerzális (általános) gravitáció

### A kvantummechanika részterületei
- Részecskefizika: Részecskék szerkezete, mozgása és köztük előálló reakciók
- Magfizika: atommag mozgása, szerkezete és reakcióik
- Kondenzátumfizika: gázok, szilárd anyagok, folyadékok és gázok fizikája.
- Statisztikus kvantum mechanika: Részecskekomplexumok, aggregátumok